# Hausjärvi
Hausjärvi is een gemeente in de Finse provincie Zuid-Finland en in de Finse regio Kanta-Häme. De gemeente heeft een landoppervlakte van 389,42 km² en telt 8.031 inwoners (2022).

## Geboren in Hausjärvi
- Oskari Mantere (1874), politicus
- Elmer Niklander (1890), atleet